# Addio a Lugano
Addio a Lugano (conosciuta anche come Addio Lugano bella) è una popolare canzone anarchica scritta da Pietro Gori nel gennaio 1895.

## Musica
La musica è mutuata dall'aria di una canzone popolare toscana, Addio a San Remo bella, di cui non si conosce l'autore. L'aria è piuttosto orecchiabile in chiave di sol con un tempo di 6/8. Si tratta di sedici battute per ogni strofa.

## Storia
Pietro Gori, anarchico italiano, venne accusato da una parte della stampa di essere l'ispiratore dell'omicidio del presidente della Repubblica francese Sadi Carnot, in quanto amico e avvocato difensore dell'omicida, Sante Caserio. Per evitare una condanna fuggì a Lugano. Lì sfuggì ad un attentato nel gennaio 1895. Nello stesso mese, il governo svizzero acconsentì all'arresto di Gori e di altri diciassette profughi politici. Dopo esser stati detenuti per quindici giorni, il gruppo fu trasportato a Basilea e di lì espulso dalla Svizzera.
In carcere, secondo alcuni, o dopo l'espulsione, secondo altri, compose due poesie, una delle quali era intitolata Il canto degli anarchici espulsi. Quest'ultima divenne poi Addio a Lugano e venne poi diffusa con alcune differenze sia nel testo che nella disposizione delle strofe.
Nel 1896, il canto venne pubblicato "in un bollettino ufficiale del governo cantonale ticinese, in una relazione sulla situazione carceraria [...], sotto la voce «Saggi di letteratura di delinquenti e d'anarchici».
Il canto "chiude idealmente, in ordine di tempo, il canzoniere del movimento operaio italiano".
La canzone divenne estremamente popolare all'inizio del XX secolo grazie alla pubblicazione nel 1899 da parte di Carlo Frigerio de Il Canzoniere dei Ribelli che la conteneva e che ebbe numerose ristampe.
Dopo il 1900 venne aggiunta una strofa, poco ripresa successivamente, esaltante il gesto di Gaetano Bresci, che uccise il re Umberto I di Savoia, per vendicare la repressione dei moti di Milano da parte di Fiorenzo Bava Beccaris. La strofa non è opera di Gori ma di anarchici livornesi: Vittorio Emanuele / figlio di un assassino. / Evviva Gaetano Bresci / che ha ucciso Umberto Primo. / È questa la vendetta / che gli anarchici san far. / È questa la vendetta / che gli anarchici san far.
Mentre i partigiani bolognesi la modificarono in "Addio a Bologna" (dove la "repubblica borghese" diventa la "repubblica fascista") e quelli imperiesi in "Addio a Imperia", i fascisti ripresero invece il registro di Addio a Lugano per convertirlo "in un inno alla patria e ai valori della nazione":
pel nostro suol pugnando

difendevamo intrepidi

contro l'estraneo brando

ci disse il Re: l'Italia

chiede a voi l'onor.»
Addio a Lugano è citata anche nella canzone Lugano addio di Ivan Graziani.

## Incisioni ed interpretazioni famose
- Giorgio Gaber assieme a Enzo Jannacci, Otello Profazio, Silverio Pisu e Lino Toffolo lo cantano alla trasmissione televisiva Questo e quello (1964)
- Giovanna Marini nell'album Le canzoni di Bella Ciao (1964) e assieme a Francesco De Gregori nel tour per Il fischio del vapore (2002)
- I Gufi nell'album I Gufi cantano due secoli di Resistenza (1965)
- Milva nell'album Canti della libertà (1965)
- Maria Carta nell'album Vi canto una storia assai vera (1976)
- Daniele Sepe nell'album Play standards and more (1992).
- Lou Dalfin nell'album Gibous, Bagase E Bandi' (1995).
- Maria Carta nell'album I grandi successi (2002).
- Joe Fallisi, come singolo e in esibizioni dal vivo
- Alfonso Failla
- 99 Posse, nell'album Il tempo. Le parole. Il suono (2016), ultima traccia dell'album: "87 Ore"
- Marie-Claude Chappuis, nell'album Aux cœur des Alpes, Sony 2018
- Antonella Ruggiero, nell'album "Quando facevo la cantante" (2018) - CD1 "La canzone dialettale e popolare". Registrazione dal vivo del 14 ottobre 2009 al Teatro Sociale di Bellinzona (Svizzera) con Paolo Di Sabatino (pianoforte) e Roberto Colombo (vocoder e synth basso).
- Francesco Guccini nell'album Canzoni da intorto (2022).